# Donskoye (Svetlogorsk)
Donskoye (en ruso: Донское), conocida de manera oficial hasta 1946 como Groß Dirschkeim (en alemán: Groß Dirschkeim; en lituano: Tirškaimis, en polaco: Tryszkajmy), es una localidad rural situada en el oeste del municipio de Svetlogorsk en el óblast de Kaliningrado, Rusia.

## Toponimia
El nombre alemán del lugar deriva de las palabras prusianas Dirse (el guapo) y kaym (campo) y se refiere a un prusio que vivió aquí.

## Geografía
Donskoye se encuentra en la costa oeste de Sambia, a 43 kilómetros de Kaliningrado y a 13 kilómetros de Svetlogorsk. 

## Historia
Tirschkaym se mencionó por primera vez en 1339 como el sitio de un palacio ducal. El empleado de una oficina de la cámara, que era responsable del distrito de los lagos del noroeste, residía en la casa. En el siglo XVI, el margrave Jorge Federico, guardián del duque Alberto Federico de Prusia, solía quedarse aquí para cazar en el bosque de Warnicken (hoy Lesnoye). El pabellón de caza se deterioró alrededor de 1700, por lo que se eliminó el piso superior.
El dominio estatal de Dirschkeim existió durante siglos. El pueblo de Dirschkeim fue la sede de la oficina de Dirschkeim, que constaba de dos barbacanas y 14 pueblos alrededor de 1782. El dominio fue arrendado en su mayor parte. El primer contrato de arrendamiento se conoce desde 1584. En 1804, el hermano del ministro von Schön recibió la propiedad de aproximadamente 500 hectáreas en arrendamiento a largo plazo. La familia von Schön permaneció en la finca hasta 1945 y se destacó en la cría de ovejas. Hay dos desfiladeros en la finca que se consideraban entre los más impresionantes de Sambia antes de 1945: el desfiladero de Dirschkeimer de 800 metros de largo con el Galgenberg directamente en la orilla, y el desfiladero de Rosenort, que solía ser una mina de ámbar.
El 13 de junio de 1874, lo que entonces era el pueblo de pescadores se convirtió en residencia oficial y dio nombre a un distrito administrativo de nueva creación que existió hasta 1945 y perteneció al distrito de Fischhausen hasta 1939, y al distrito de Sambia en el distrito administrativo de Königsberg. en la provincia prusiana de Prusia Oriental desde 1939 hasta 1945. Hasta 1945, la población de Groß Dirschkeim era casi exclusivamente de denominación protestante. El 30 de septiembre de 1928, el distrito inmobiliario de Groß Dirschkeim se incorporó a la comunidad rural de Groß Dirschkeim.
Como resultado de la Segunda Guerra Mundial, Groß Dirschkeim pasó a formar parte de la Unión Soviética con el resto del norte de Prusia Oriental en 1945. En 1947 el lugar recibió el nombre ruso de Donskoye y también fue asignado al raión de Primorsk. La población alemana había huido o perecido y repoblado por inmigrantes de la Unión Soviética. Desde 2018, Donskoye pertenece al distrito de Svetlogorsk.

## Demografía
En 1939 la localidad contaba con 653 residentes. En el pasado la mayoría de la población estaba compuesta por alemanes, pero tras el fin de la Segunda Guerra Mundial fueron expulsados a Alemania y se repobló con rusos. Según el censo de Rusia de 2010, la población estaba compuesta por rusos (85,8%), ucranianos (7,6%), bielorrusos (3,2%), lituanos (0,7%), tártaros (0,7%), alemanes (0,4%) y polacos (0,2%).
| Gráfica de evolución de Donskoye entre 1818 y 2010 |
|                                                    |

## Infraestructura

### Arquitectura y monumentos
En Donskoye hay una parroquia ortodoxa rusa cuya iglesia está ubicada al oeste de las vías y lleva el nombre del icono de Vladimir de la Madre de Dios. 

### Educación
En Groß Dirschkeim existía una escuela desde 1735 con dos clases.

### Transporte
La carretera regional 27A-013 corre al este del lugar a través de la cual discurre una carretera secundaria que viene de Primorye y conduce a Yantarni. 
En Donskoye está ubicada con su estación Donskoye-Novoye en el ferrocarril Kaliningrado-Zelenogradsk-Primorsk, que actualmente no opera en esta área. La conexión ferroviaria más cercana está en Svetlogorsk.

### Militar
El aeródromo que hay cerca de la aldea es la sede del 396º escuadrón de aviación de helicópteros de caza de submarinos separado de la Armada rusa, y allí hay desplegadas varias unidades de misiles de defensa costera.

## Galería

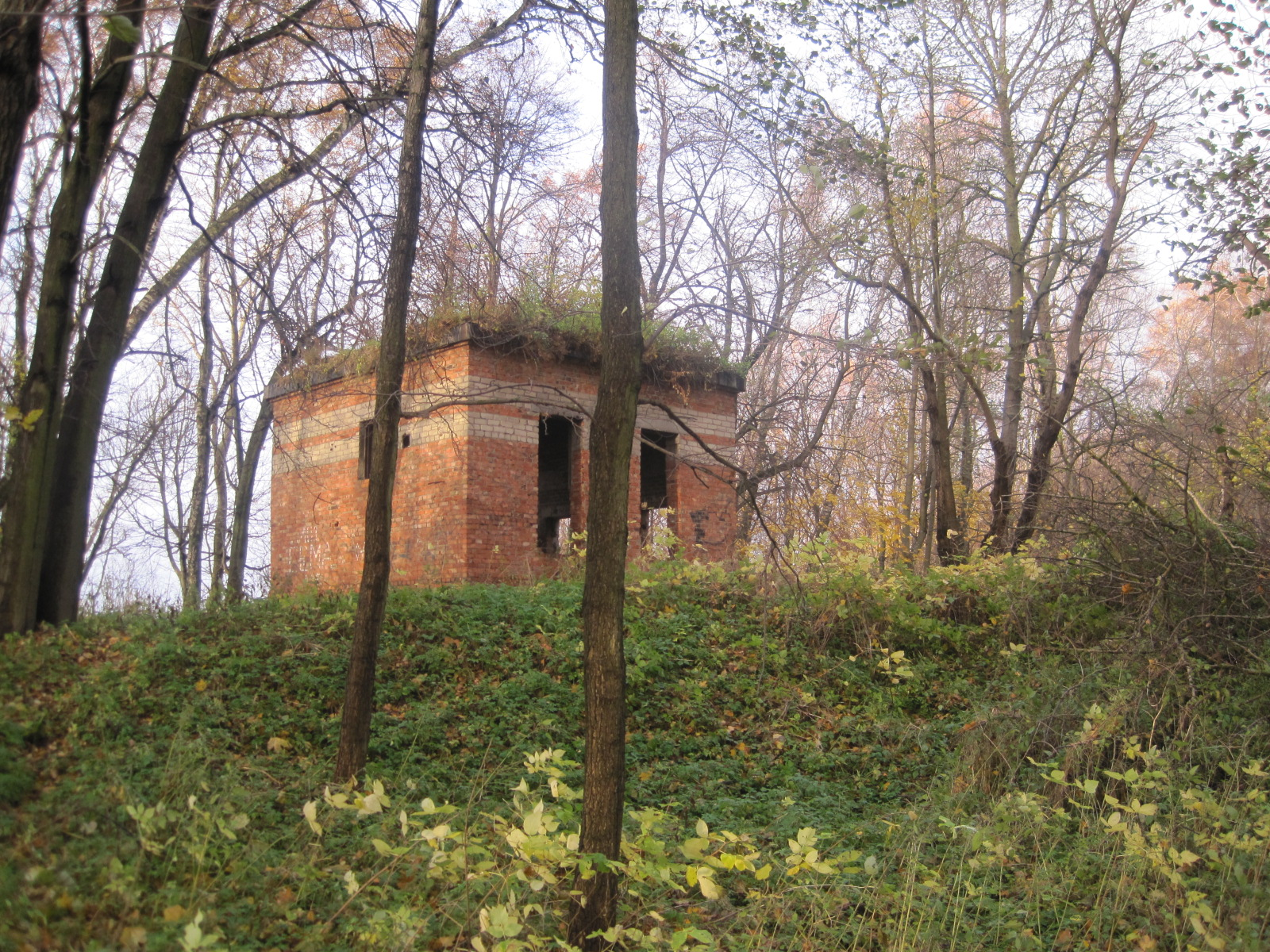
Antigua estación de bombeo de agua
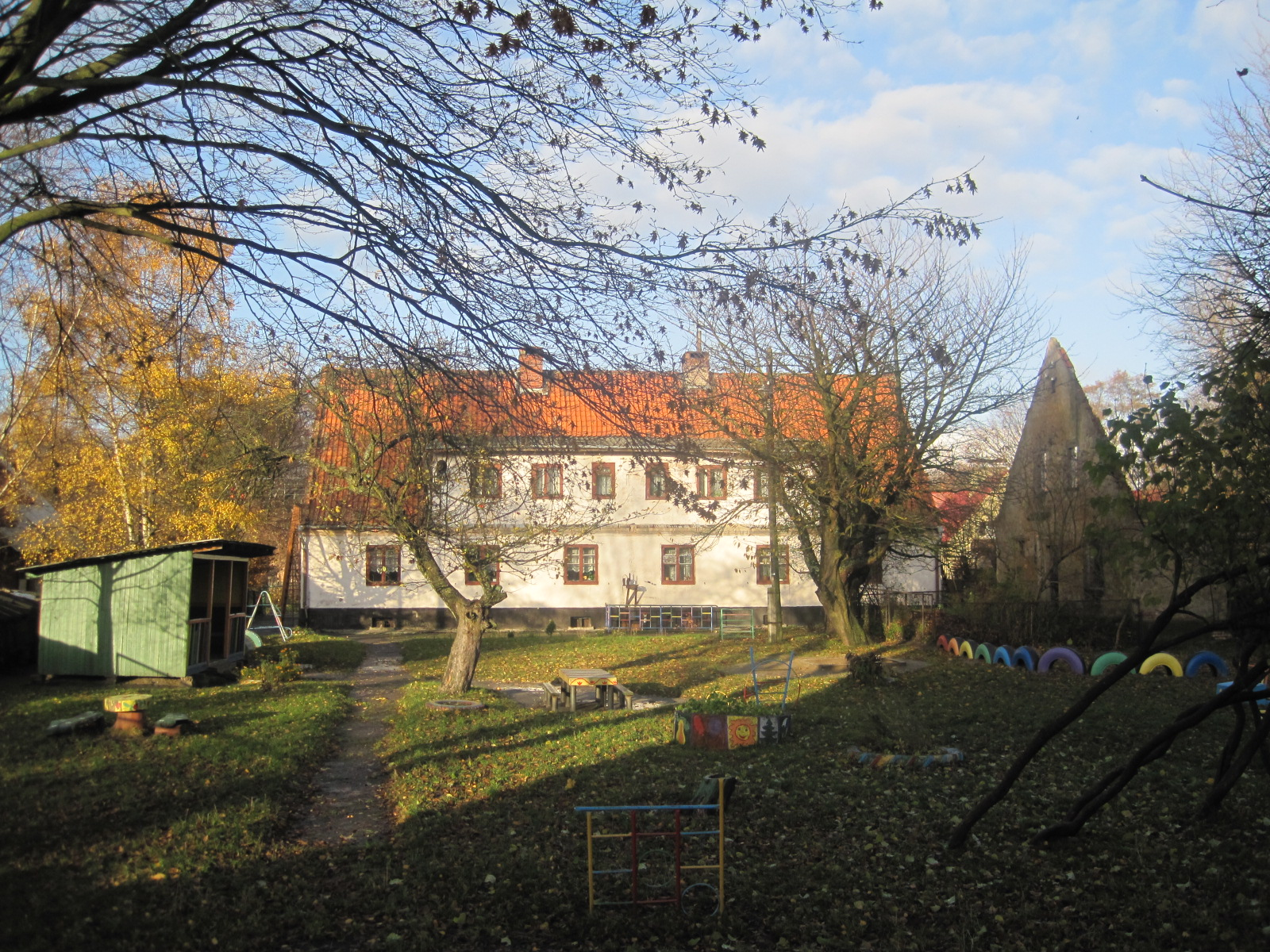
Guardería local
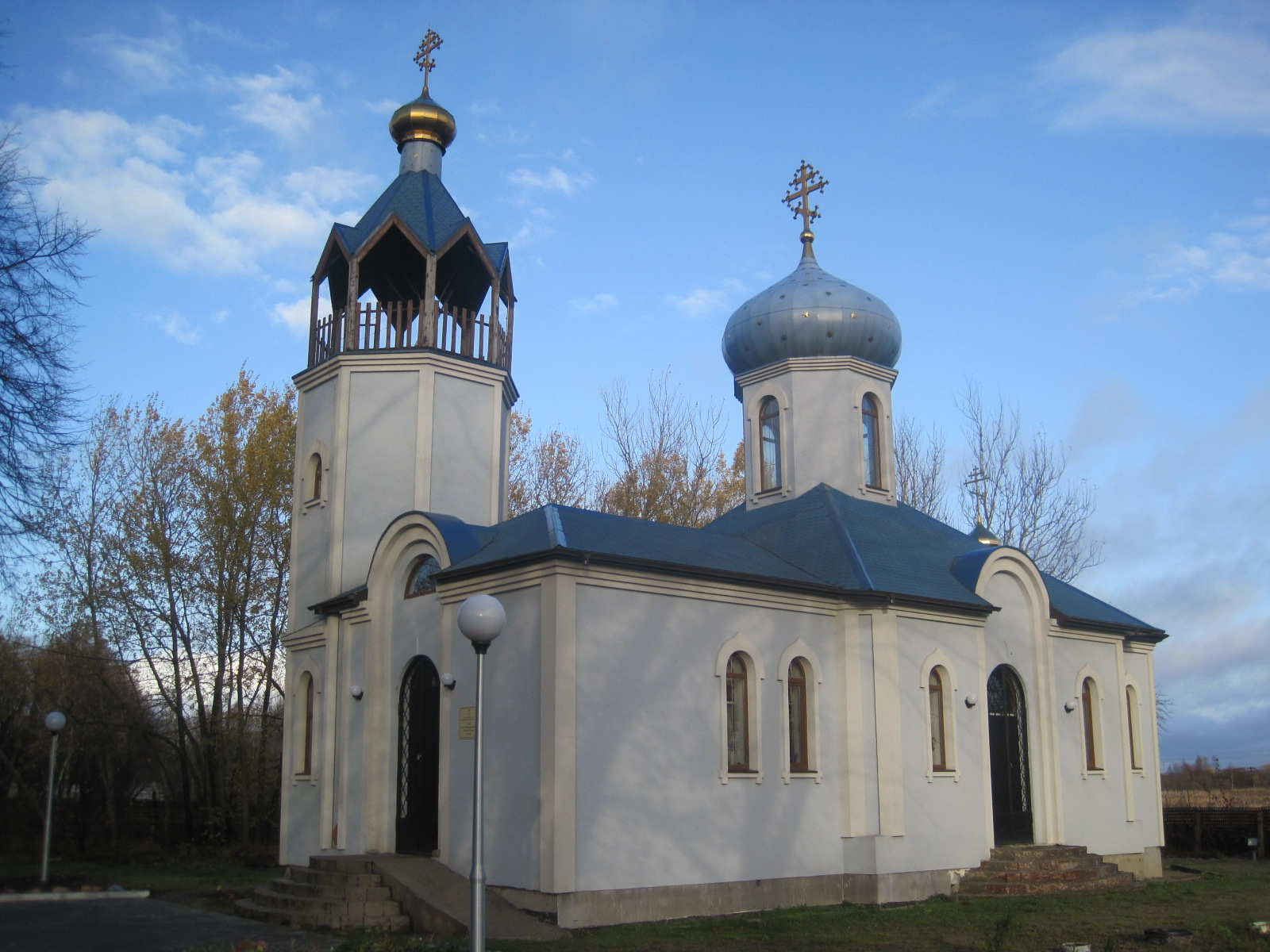
Iglesia ortodoxa rusa en Donskoye